# Максимилиан Франц фон Хабсбург
Максимилиан Франц Ксавиер Йозеф Йохан Антон де Паула Венцел Австрийски (на немски: Maximilian Franz Xaver Joseph Johann Anton de Paula Wenzel von Österreich) от династията Хабсбург като австрийски ерцхерцог Максимилиан II Франц, е петдесет и третият Велик магистър на рицарите от Тевтонския орден (1780–1801), архиепископ, курфюрст на Кьолн (1784–1801) и княз-епископ на Мюнстер (1784–1801).
Той е най-малкият син на императорa на Свещената Римска империя Франц I Стефан и съпругата му императрица Мария Терезия. Майка му го нарича Макс Франц. По-малък брат е на императорите Йозеф II и Леополд II и на френската кралица Мария-Антоанета.
Макс Франц фон Кьолн е първият значим мецен на Лудвиг ван Бетховен.
Той го назначава за дворцов органист и го изпраща от януари до март 1787 г. във Виена, където се запознава с Моцарт. Запознава го и с Йозеф Хайдн и от ноември 1792 г. финансира убучението му при него.